# آنتونیو اسپوزیتو (بازیکن فوتبال، زاده ۱۹۸۳)
آنتونیو اسپوزیتو (انگلیسی: Antonio Esposito؛ زادهٔ ۹ سپتامبر ۱۹۸۳) بازیکن فوتبال اهل ایتالیا است.
از باشگاه‌هایی که در آن بازی کرده‌است می‌توان به باشگاه فوتبال یووه استابیا، باشگاه فوتبال فوجا، و باشگاه فوتبال سورنتو کالچو اشاره کرد.